# Глефа

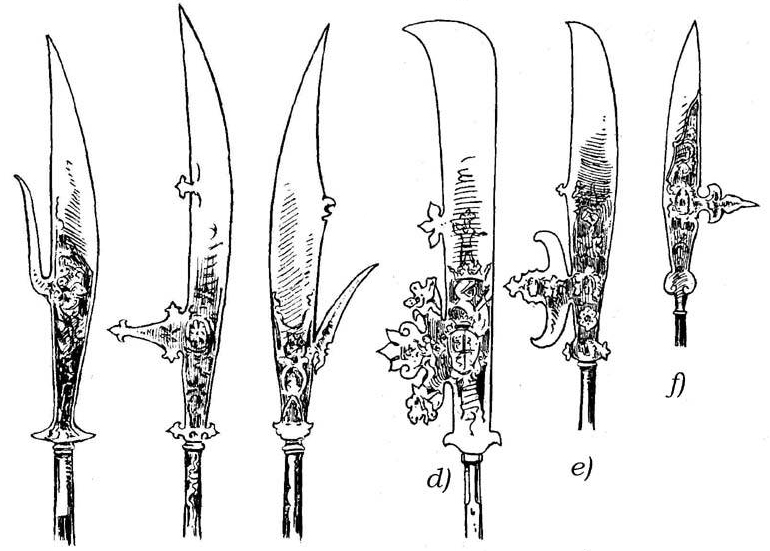
Глефы: Италия (начало XVI в.); Италия (первая половина XVI в.); глефа личной охраны ректора республики Рагуза (Дубровник, около 1540 г.); глефа личной охраны дожа Венеции Франческо Веньера (1554—1556); Венеция (около 1550 г.); Франция (вторая половина XVI в.)

Гле́фа (фр. glaive), гле́вия — вид древкового пехотного холодного оружия ближнего боя. Состоит из древка (1,2—1,5 м) и наконечника (40—60 см в длину и 5—7 см шириной). Древко обычно покрывается заклёпками или увивается металлической лентой для предохранения от перерубания. Наконечник — клинок, имеет вид заточенного только с одной стороны широкого фальшиона. От обуха наконечника иногда отходил параллельный или направленный под небольшим углом к клинку шип (т. н. «острый палец»), служащий, во-первых, для захвата оружия при отражении удара сверху, а во-вторых, для нанесения более эффективных против закованных в броню противников колющих ударов (в отличие от ударов рубящих, наносимых наконечником). Однако основное предназначение глефы — всё же нанесение именно рубящих ударов. На нижней части древка также имелся наконечник (т. н. подток или пятка), но он обычно не затачивался, а просто заострялся — он использовался в качестве противовеса для балансировки оружия и для добивания раненых.

## Этимология и трансформации семантики

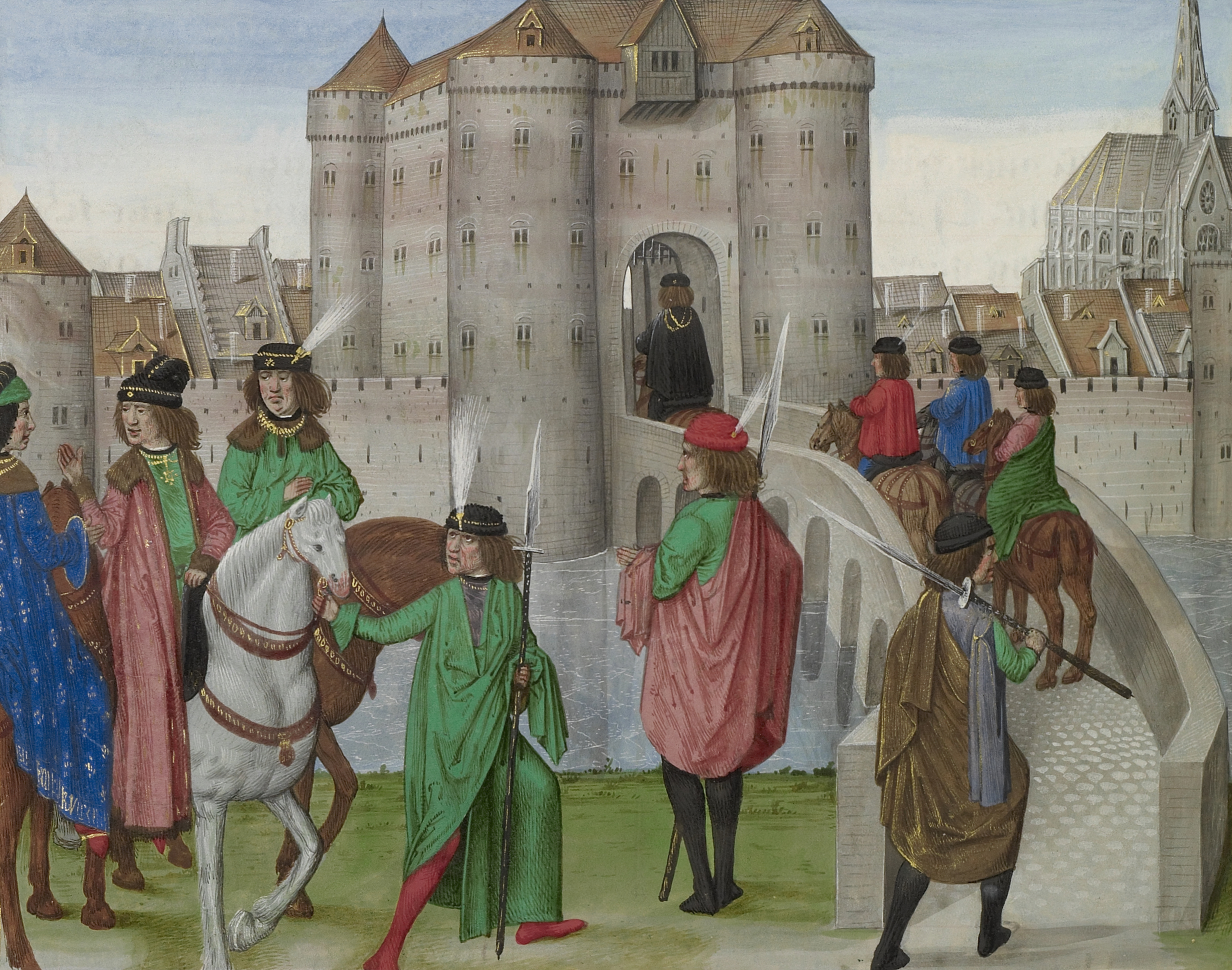
Герцоги Берри и Бургундии отправляются из Парижа для встречи с герцогом Бретани в сопровождении телохранителей, вооружённых глефами. Миниатюра из «Хроник» Фруассара

Название происходит из французского языка. Практически все исследователи проводят этимологию этого слова к лат. gladius или к кельтскому[уточнить] cladivos — меч. Однако все ранние английские и французские ссылки на глефу подразумевают копьё. Именно это имеется в виду под глефой в английском языке примерно с XIV до середины XVI веков. Своё нынешнее значение слово приобретает с XV века. Примерно в это же время глефой поэтически обозначают меч в целом (именно в этом значении чаще всего используется слово в современном французском языке).
Ранние глефы предположительно представляли собой просто насаженные на длинные древки мечи или фальшионы, или же их клинки.

### В искусстве и кино
Начиная с 1980-х гг. глефой также называют вымышленное многоклинковое метательное оружие, похожее на сюрикэны японских ниндзя, только большего размера. Зачастую такому оружию приписывается способность возвращения к метателю (магически или по принципу бумеранга). Метательные глефы фигурируют на страницах фантастической литературы и в художественных фильмах (например, пятилепестковая глефа из кинофильма «Крулл», многолепестковая метательная глефа из франшизы «Хищник»), в компьютерных играх Dark Sector, Torchlight 2, Warframe, Dungeon Siege II и других.

## Модификации
В Китае существовали даже трёхклинковые виды индивидуального оружия — длинный клинок с двумя местами для ухвата руками, которым можно было наносить удары как обоими концами клинка, так и частью лезвия между ухватами.
Существовали различные модификации глефы: начиная от одинаковых обоюдоострых узких длинных клинков на обоих концах древка и до широкого, напоминающего топор наконечника на одном конце и простого шарообразного противовеса на другом. Двухклинковая модификация глефы (с клинками на обоих концах древка) встречается крайне редко. Всего модификаций глефы около 100.
Глефа использовалась как личное оружие с XIV века, в частности как личное вооружение арбалетчиков в Бургундии. Хорошо показала себя в качестве оружия для отражения атак конницы. До XVIII века использовалась как оружие дворцовой стражи, затем вышла из употребления.
Ближайшие аналоги глефы — алебарда, бердыш, секира, в качестве возможных аналогов приводятся нагината (Япония), гуаньдао (Китай), бхудж (Индия), совня (Русь), пальма (сибирские народы).

## В литературе и искусстве

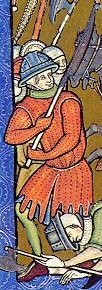
Человек с глефой в стёганке и капеллине

### Творчество Ника Перумова
Глефа упоминается как любимое оружие главного героя пенталогии Ника Перумова «Хранитель мечей» Кэра Лаэды, он же воин Серой Лиги Фесс, он же некромант Неясыть. Следует заметить, что глефа Фесса не является типичным представителем глеф: она, во-первых, двухклинковая (с двумя рубящими наконечниками с обоих концов древка); во-вторых, короткая и очень лёгкая (в отличие от настоящей глефы, которая была тяжёлым оружием, вообще не предназначенным для филигранного фехтования); в-третьих, Фесс без проблем использует её в подвалах и пещерах, что для длинного древкового оружия нехарактерно; в-четвёртых, отбить тяжёлой длинной глефой пущенную в упор стрелу можно только по чистой случайности; в-пятых глефа Фесса была разъемной, то есть разделялась на два отдельных коротких меча.
Из-за творчества Ника Перумова многие его читатели представляют себе глефу исключительно двухклинковой, тогда как на самом деле двухклинкового оружия с клинками на обоих концах древка почти не встречалось.

### Китайская иконография
Глефа (гуань дао, яньюэдао, дадао) является постоянным атрибутом в изображениях Гуань Юя — военачальника эпохи Троецарствия (III в.).